# Diana Riesler
Diana Riesler (Jena, RDA, 2 de agosto de 1984) es una deportista alemana que compitió en triatlón. Ganó una medalla de oro en el Campeonato Europeo de Triatlón de Larga Distancia de 2013.

## Palmarés internacional
| Campeonato Europeo | Campeonato Europeo | Campeonato Europeo | Campeonato Europeo |
| Año                | Lugar              | Medalla            | Prueba             |
| ------------------ | ------------------ | ------------------ | ------------------ |
| 2013               | Vichy (Francia)    | Medalla de oro     | Individual         |